# Макана

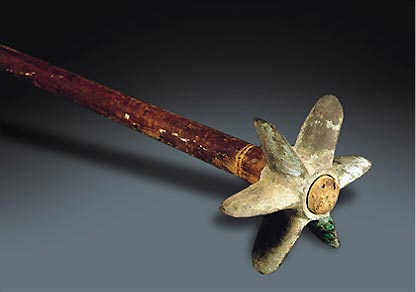
Макана

Макана — термин таинского происхождения, относящемуся к разнообразному деревянному оружию, используемому различными коренными народами Центральной и Южной Америки.
Самое раннее значение, приписываемое макане — это оружие, похожее на меч, сделанное из дерева, но все еще достаточно острое, чтобы быть опасным. Термин также иногда применяется к подобному ацтекскому оружию, которое усеяно кусочками обсидиана для создания лезвия, хотя некоторые авторитетные источники различают этот предмет, используя науатльское название macuahuitl.
В Андах испанские конкистадоры применяли термин «макана» к нескольким тупым, похожим на булавы видам оружия, имевшимся в арсенале армии инков, в частности к Часка чуки (букв. звездное копье) и Чамби (булава), которые представляли собой деревянное древко с тяжелым металлическим наконечником.(медный или бронзовый) или каменный предмет в конце. Как следует из названия, наконечник Часка чуки был в форме звезды, чтобы максимально увеличить вероятность перелома кости. Они были самым распространенным оружием в арсенале инков, и, возможно, для звезды высокопоставленных офицеров использовалось золото или серебро.
В современном испанском языке это слово расширилось и стало обозначать различные виды тупого деревянного оружия, особенно полицейскую дубинку, по форме очень похожую на тонфы.